# RainbowCrack
Rainbow est le nom d'un programme informatique qui permet de casser des mots de passe. Rainbow se distingue des programmes utilisant les attaques par force brute puisqu'il utilise les tables arc-en-ciel pour réduire drastiquement le temps nécessaire pour casser un mot de passe.
Rainbow a été développé par Zhu Shuanglei et implémente une attaque éprouvée de cryptanalyse de compromis temps-mémoire déjà utilisée dans le logiciel Ophcrack.